# Danijel Štefulj
Danijel Štefulj (* 2. Juni 1973 in Čakovec) ist ein ehemaliger kroatischer Fußballspieler. 

## Sportliche Laufbahn
Štefulj begann seine Profilaufbahn bei NK Čakovec, ehe er in die erste Liga zu NK Varteks wechselte. Dort war er tragende Figur in der Abwehr bis zur Saison 1995/96, als ihn Dinamo Zagreb ablösefrei abgeworben hatte. Anfang der Saison 1999/2000 holte ihn sein Landsmann, Branko Ivanković, für 150.000 Euro zu dessen damaligem Klub Hannover 96. Dort blieb er bis zur Winterpause der Saison 2003/04, ehe er zum 1. FC Nürnberg ausgeliehen wurde. Nach einem halben Jahr konnte er mit Nürnberg den Aufstieg in die 1. Liga feiern, allerdings kehrte er zurück zu Hannover 96, wo er in der folgenden Saison aber kaum zum Einsatz kam. Ein Jahr später führte ihn sein Weg zum SC Paderborn 07, doch schon zur Winterpause 2005/06 zog er weiter zu Rot-Weiss Essen, in dessen Diensten er bis zum 11. Januar 2007 stand. Hiernach wechselte er zu NK Medjimurje, in sein Heimatland, und beendete dort im Winter 2007/08 seine aktive Karriere. Für die kroatische Nationalelf bestritt er zwei Länderspiele. Nach seiner aktiven Zeit wirkte er in Kroatien als Vereinstrainer.
Štefulj betätigt sich, wie 2023 bekannt wurde, nach wie vor regelmäßig als Trainer der Fußballschule 96-Talents+Friends.

## Privat
Štefulj ist verheiratet, das Ehepaar hat zwei Kinder. Sein 1999 in Langenhagen geborener Sohn Daniel ist kroatischer U-21-Nationalspieler und spielt bei Dinamo Zagreb und, von dort ausgeliehen, bis zum 19. Juni 2024 bei Slaven Belupo Koprivnica.